# Anastasia Abrosimova
Anastasia Abrosimova (17 de julho de 1990) é uma triatleta profissional russa. 

## Carreira

### Rio 2016
Anastasia Abrosimova disputou os Jogos do Rio 2016, terminando em 32º lugar com o tempo de 2:02:45. 